# Launay Saturné
Launay Saturné, né le 14 janvier 1964 à Delatte (Petit-Goâve) à Haïti est un évêque catholique haïtien, archevêque de Cap-Haïtien (Haïti) depuis juillet 2018.

## Biographie
Il est ordonné prêtre le 10 mars 1991 pour l'archidiocèse de Port-au-Prince. 
Le 28 avril 2010 le pape Benoît XVI le nomme évêque de Jacmel et est consacré le 29 mai 2010 par Bernardito Auza avec comme co-consécrateurs Louis Kébreau et Joseph Lafontant
Le 16 juillet 2018, le pape François le nomme archevêque de l'Archidiocèse de Cap-Haïtien.